# Enfinestrament
En el Broadcast, el windowing o enfinestrament consisteix a explotar les diferents finestres de transmissió disponible per a un contingut en un ordre que crearà la màxima integritat al suport de copyright.
Per exemple: En una pel·lícula feta per a la distribució nacional, la seva explotació es ven a un preu per canals de pagament per visió (PPV) existents, llavors s'allibera per al lloguer. Un cop alliberada per a la compra en DVD, és alliberada per a la TV per satèl·lit com a part d'una oferta d'oci. Llavors els drets es venen a les cadenes de televisió de free-to-air i així successivament.
Totes aquestes etapes es poden tirar enrere o intercanviar-se depenent de restriccions legals o pors de violació de copyright. L'elecció per saltar-se o per canviar l'ordre es decideix pel potencial d'un contingut a l'hora de ser venut eficaçment en un mitjà.
Per exemple, si una pel·lícula és alliberada per als cinemes, als estudis se'ls planteja la necessitat de decidir si invertir-ne més en el màrqueting de la pel·lícula i prendre un risc i llançar immediatament el DVD.

## Networking
Quan es parla de l'enfinistrament dins del Networking, hom es refereix a la quantitat de segments de dades mesurades en bytes que pot transmetre una màquina a la xarxa sense rebre un acusament de recepció. Després que un amfitrió transmeti el nombre dimensionat de finestra de bytes, l'amfitrió ha de rebre un acknowledgment en el que les dades s'han rebut abans que pugui enviar qualsevol altra dada. Per exemple, si la mida de finestra és 1, cada byte s'ha d'admetre abans que els propers bytes són enviats.